# Kongruenz (Matrix)
In der Linearen Algebra, einem Teilgebiet der Mathematik, nennt man zwei quadratische Matrizen {\displaystyle A} und {\displaystyle B} kongruent, wenn es eine invertierbare Matrix {\displaystyle P}  gibt, sodass:
{\displaystyle B=P^{T}AP}.
Dabei bedeutet {\displaystyle P^{T}} die zu {\displaystyle P} transponierte Matrix. Die Kongruenz von Matrizen ist eine Äquivalenzrelation auf der Klasse der quadratischen Matrizen. 
Äquivalent lässt sich definieren, dass zwei Matrizen kongruent sind, falls sie bzgl. zweier (möglicherweise unterschiedlicher) Basen die gleiche Bilinearform repräsentieren.
Nach dem sylvesterschen Trägheitssatz sind zwei reelle symmetrische Matrizen genau dann kongruent, wenn sie denselben Trägheitsindex besitzen. Der Trägheitsindex ist das Tripel bestehend aus der Anzahl positiver, negativer und Null-Eigenwerte.